# Apterona gracilis
Apterona gracilis är en fjärilsart som beskrevs av Adolph Speyer 1886. Apterona gracilis ingår i släktet Apterona och familjen säckspinnare. Inga underarter finns listade i Catalogue of Life.